# ニホンヤモリ
ニホンヤモリ（学名：Gekko japonicus）は、爬虫綱有鱗目ヤモリ科ヤモリ属に分類されるトカゲの一種。日本では単にヤモリと呼ばれることもある。

## 分布
中華人民共和国東部、日本（主に秋田県以南の本州、四国、九州、対馬）、朝鮮半島に分布する。
江戸時代に来日したシーボルトが新種として報告したため、種小名の japonicus（「日本の」の意）が付けられているが、ユーラシア大陸からの外来種と考えられており、日本固有種ではない。日本に定着した時期については不明だが、平安時代以降と考えられている。日本の複数の都道府県において、レッドリスト（準絶滅危惧、情報不足など）の指定を受けている。

## 形態
全長約10 - 14センチメートル程度。体色は灰色や褐色で、不鮮明な暗色の斑紋が入る。環境に応じて体色の濃淡を変化させることができる。全身が細かい鱗に覆われているが、背面にはやや大型の鱗が散在している。尾は基部に2 - 4対の大型のイボ状の鱗があり、自切と再生を行うことができる。体は扁平で、壁の隙間などの狭い場所にも潜り込める。

四肢には指ごとに1対の趾下薄板（しかはくばん）が発達し、ファンデルワールス力によって垂直なガラス面などにも張りついて活動できる。

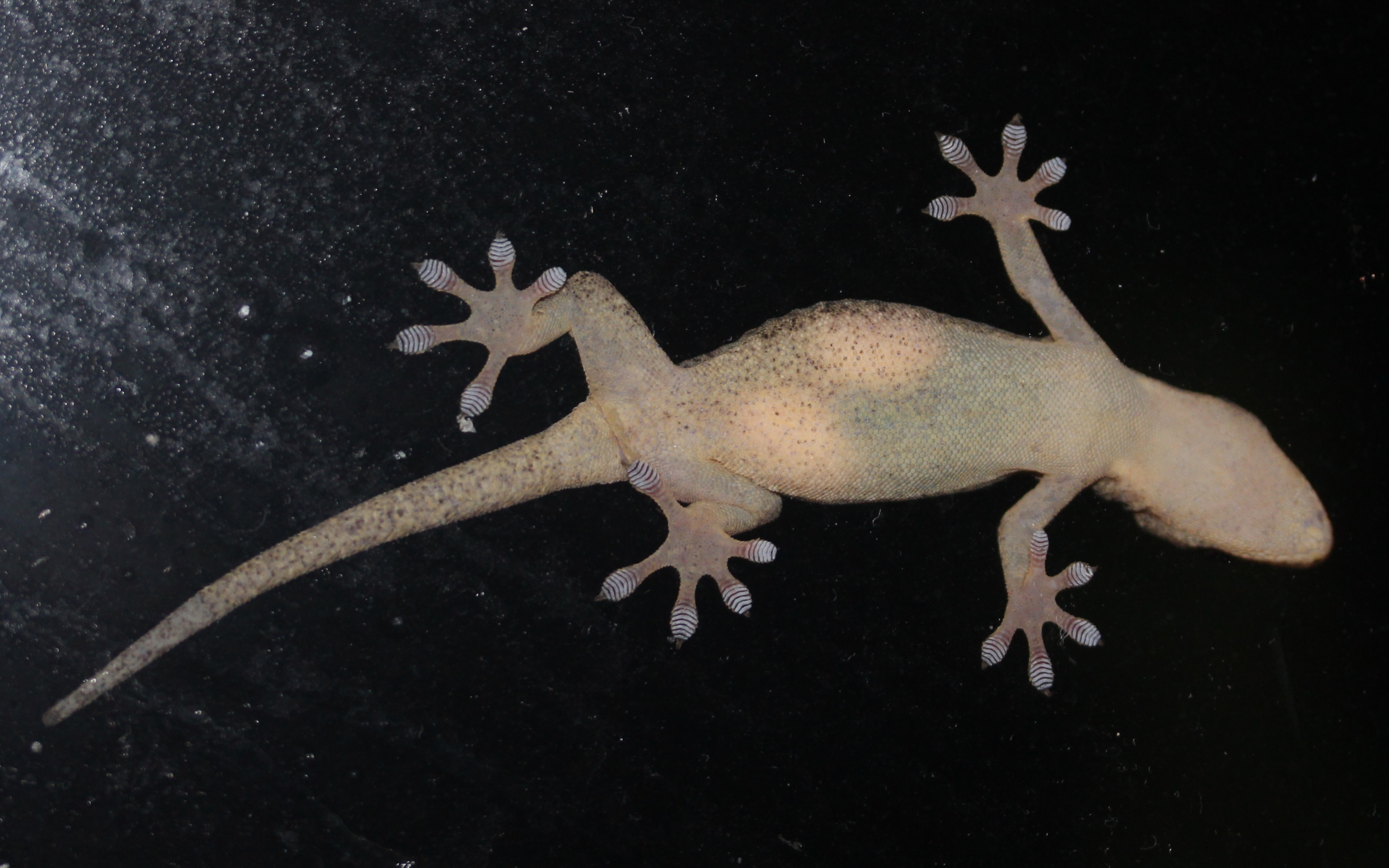
趾下薄板でガラスの垂直面に張り付く、メスのニホンヤモリの裏面。腹部にふたつの卵が見える。
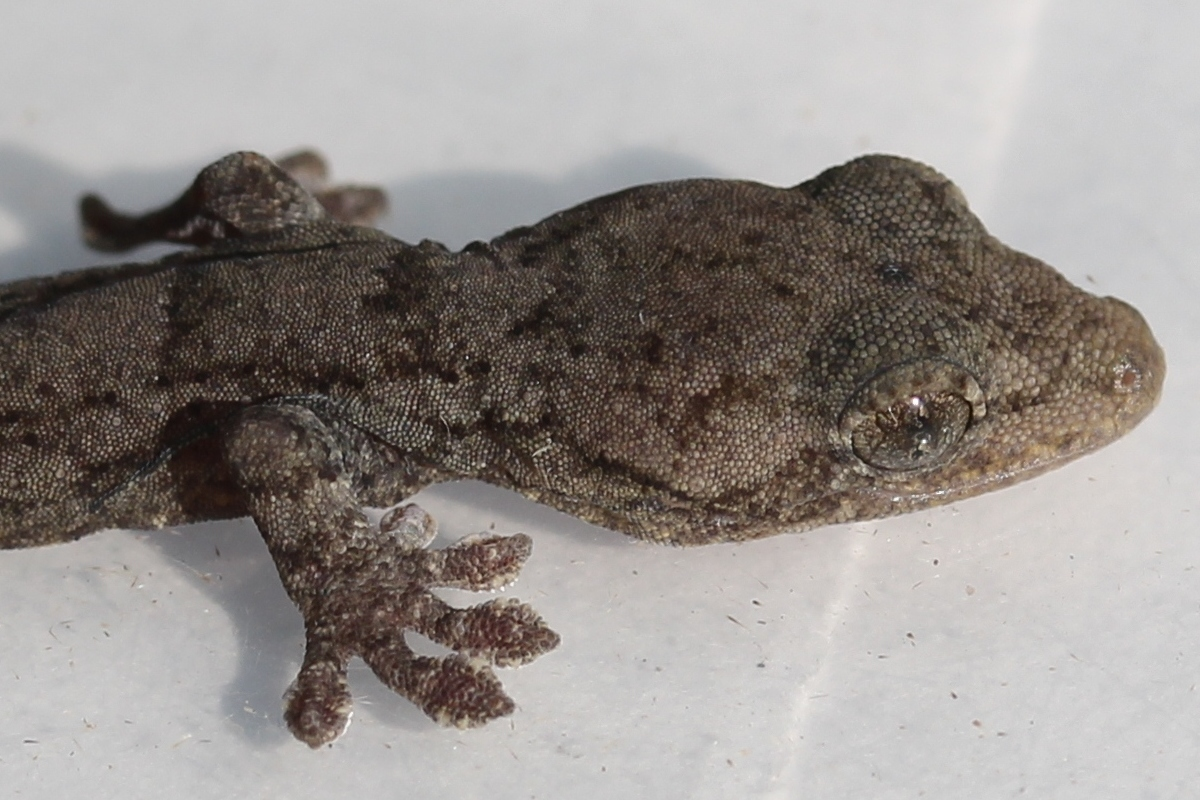
頭部

## 分類
以前は日本に分布するヤモリ属の構成種は本種のみとされていたが、四国と瀬戸内海沿岸部からタワヤモリ・屋久島からヤクヤモリが新種記載された。中華人民共和国では本種とされていたヤモリ類のなかにミナミヤモリが含まれていることが判明し、後に日本国内でも九州南端部以南に分布しているのはミナミヤモリ（複数の隠蔽種を含み、2種が後に新種記載）であることが判明した。

## 生態
爬虫類のため肺呼吸。主に民家やその周辺に生息する。都市部では個体数が多く郊外では少なくなり、少なくとも日本の原生林には生息しない。食性は動物食で、昆虫やクモ、ワラジムシなどの陸生の節足動物を食べている。天敵はネコなどの哺乳類のほか、鳥類やヘビをはじめとする爬虫類である。獲物目当てに灯火の周りに現れることが多く、驚くと壁の隙間などの狭い場所へ逃げ込む。ニホントカゲやニホンカナヘビと同様、驚いたり敵に捕まりそうになると尾を自切することがある。切れた尾は分離後10分程度くねくねと動いたり跳ねたりするなど、非常に複雑な動きをする。尾は再生されるものの完全に元の状態に戻るわけではなく、元の尾と再生尾とでは視認できる程度の違いがある。冬になると、壁の隙間や縁の下などへ潜んで冬眠する。
夜行性で、昼間は壁の隙間などで休む。暗がりでも色を識別できる3種類の桿体細胞を持ち、明るい場所で色を識別するのに機能する錐体細胞は持たない。他の動物では桿体細胞に光受容タンパク質ロドプシンをもつが、これに代わって錐体視物質が暗がりでも信号を受容する。
繁殖形態は卵生で、5月から9月にかけて1-3回に分けて1度に2個ずつの粘着質に覆われた卵を木や壁面に産みつける。卵は1か月半から2か月程度で孵化する。寿命は約5‐10年程度だが、野生だと天敵もいるので天寿を全うできるものはあまりいない。

## 人間との関係
生息地では人間に身近な存在で、人家内外の害虫（シロアリ・ゴキブリなど）を捕食することから家を守るとされ、漢字では「守宮」（あるいは「家守」）と書かれ、よく似た名のイモリ（井守）と共に有益な動物として古くから親しまれていたことが窺える。人間に対しては臆病で攻撃性が低く、能動的な咬害や食害を与えることもない。縁起物として大切にする風習もあり、特に白いヤモリは金運や繁栄、幸運をもたらす存在とされている。逆に民家に侵入する不快生物として扱う人々も存在する。
捕まえる際は傷つきやすいため、布をかぶせた棒などで追いこみ、捕虫網などへ落とす。手で掴むと噛みつくことがあるが、小型種の上に骨格が頑丈とはいえず、人間に噛みつくと逆に顎の骨を折る可能性がある。
ペットとして飼育されることもあり、ペットショップで販売されることもある。また爬虫類食の動物に対して餌として用いられることもある。枝や樹皮を立てかけて隠れ家にする。水分は壁面に霧吹きをして与えるが、体温を奪う可能性があるため、水は冷えたものを使わず生体に直接かけるのは避けた方が良い。水容器からは基本的に水を飲まないが、脱皮前には水容器に漬かることもある。基本的に生きた虫類だけを食べるため、本種の飼育にあたっては生餌を常に用意する必要があったが、近年では爬虫類用の人工餌もペットショップなどで販売されており、適量をピンセットなどで軽く揺らしながら与える方法もある。(慣れるとゲージ内に置くだけで捕食するようになる)ただ、必ず食べるということはないため、人工餌を食べないなら、無理をせず生きた餌（ペットショップなどのもの）を与えた方が良い。